# Otto Deßloch
Le titre de cet article contient le caractère allemand ß. S'il n'est pas disponible ou n'est pas souhaité, le nom peut être représenté comme Dessloch.
Otto Deßloch (11 juin 1889 - 13 mai 1977) est un général allemand de la Luftwaffe pendant la Seconde Guerre mondiale.

## Biographie
Deßloch est né à Bamberg. Il commence sa carrière militaire le 20 juillet 1910 au sein du 5e régiment de chevau-légers royal bavarois (de), où il est promu au grade de lieutenant, en octobre 1912.

### Première Guerre mondiale
Il part avec son régiment pendant la Première Guerre mondiale où il est grièvement blessé dans les premiers jours de la guerre. Après sa convalescence, il se porte volontaire pour la Force aérienne et entre en 1916 comme lieutenant pilote de chasse. En 1917, il est chef d'escadron de la Jagdstaffel 18 (Jasta 18) et en 1918, il commande l'école de pilotage de Gersthofen.

### Entre les deux guerres
En 1919, il commande l'escadron Deßloch dans les Freikorps-Kämpfen (corps-francs), avant qu'il soit transféré à l'armée. Le 1er février 1922, il est promu au grade de capitaine. Il sert dans les 17e et 18e régiments de cavalerie, puis revient dans les Forces aériennes en 1934. le 1er avril 1936, il est promu Oberst (colonel). En octobre 1936, il reçoit le commandement de la Kampfgeschwader 155 renommée en novembre 1938 Kampfgeschwader 55.

### Seconde Guerre mondiale
Le 18 janvier 1939, il est promu au grade de Generalmajor (général de brigade aérienne). Le 1er février 1939, il devient commandant de la 6. Flieger-Division et après la campagne de Pologne le 8 avril 1940, il est commandant général du II. Flakkorps (IIe Corps de défense antiaérienne). Pour la performance de ses unités anti-aériennes, notamment dans la lutte contre les chars ennemis, il reçoit le 24 juin 1940 la croix de chevalier de la croix de fer. Le 19 juillet 1940, il est promu au grade de Generalleutnant (général de division aérienne). En juin 1941, les forces sous son commandement ont combattu sur le front de l'Est, où il est nommé le 1er janvier 1942 General der Flieger (général de corps d'armée aérien). Le 1er avril 1942, il devient commandant de la I. Flakkorps (de) (Ier Corps de défense antiaérienne) et en novembre 1942, commandant de la Luftwaffenkommando Kaukasus (Commandement des Forces aériennes Caucase). À partir du 4 septembre 1943, il est à la tête de la Luftflotte 4 (4e Flotte aérienne) et est promu le 1er mars 1944 au grade de Generaloberst (général d'armée aérienne). Pour ses performances de commandement, il reçoit le 10 mai 1944 les feuilles de chêne. À partir d'août 1944, il est commandant de la Luftflotte 3 (3e Flotte aérienne) et en octobre 1944, il reprend le commandement de la 4e Flotte aérienne. Après la libération de Paris par les forces alliées, Deßloch commande une unité aérienne qui venge la libération par des bombardements sur la ville pour détruire des objectifs civils qui coûte la vie de 200 civils français en septembre 1944. Fin avril 1945, il est commandant de la Luftflotte 6 (6e Flotte aérienne). Quand la guerre prend fin, il est fait prisonnier, et est libéré en 1948.
Le Mémorial de Yad Vashem en Israël considère Otto Deßloch comme un criminel de guerre.

## Décorations
- Croix de fer (1914) 
  - 2e classe (20 août 1914)
  - 1re classe (29 septembre 1915)
- Insigne des blessés en noir (15 mai 1915)
- Ehrenpokal der Luftwaffe
- Croix d'honneur
- Fermoir à la croix de fer  (1939) 
  - 2e classe (13 mai 1940)
  - 1re classe (24 mai 1940)
- Insigne de pilote-observateur en or avec diamants (19 novembre 1937)
- Croix de chevalier de la croix de fer avec feuilles de chêne
  - Croix de chevalier de la croix de fer le 24 juin 1940 comme Generalmajor et commandant de la II. Flakkorps
  - 470e feuilles de chêne le 10 mai 1944 comme Generaloberst et commandant en chef de la Luftflotte 4
- Mentionné dans le bulletin radiophonique Wehrmachtbericht du 4 août 1943, 30 octobre 1944 et 29 novembre 1944